# Guadana
Guadana là một chi nhện trong họ Sparassidae.